# Konfrontacja graniczna między Sudanem i Sudanem Południowym (2012)
Konfrontacja graniczna Sudan-Sudan Południowy – konflikt zbrojny, który wybuchł 26 marca 2012 na granicy Sudanu i Sudanu Południowego, w regionie bogatym w złoża ropy naftowej.

## Podłoże konfliktu
Od czasu odzyskania niepodległości przez Sudan w 1956 roku południe państwa dążyło do niepodległości. W 1983, po rozpoczęciu działania przez ugrupowanie partyzanckie SPLA, wybuchła krwawa i długotrwała wojna domowa, zakończona porozumieniem zawartym między rządem Sudanu a SPLA 9 stycznia 2005 roku w Naivasha w Kenii. Porozumienie przewidywało między innymi nadanie 10 południowym prowincjom Sudanu autonomii, a także zakładało przeprowadzenie referendum w sprawie niepodległości, które zostało przeprowadzone w dniach 9–15 stycznia 2011 roku, a zakończyło się przygniatającym zwycięstwem zwolenników secesji (98,83% głosujących opowiedziało się za niepodległością).
9 lipca 2011 roku o godzinie 0:00 czasu lokalnego (8 lipca 23:00 czasu polskiego) proklamowano niepodległość. 14 lipca 2011, jako 193. członek, Sudan Południowy został jednogłośnie przyjęty w skład Organizacji Narodów Zjednoczonych. 28 lipca 2011 roku został także przyjęty do Unii Afrykańskiej. Po uzyskaniu niepodległości napięcie między Sudanem a Sudanem Południowym nie ustąpiło. Przedmiotem sporu są złoża ropy naftowej, które stanowiły znaczny dochód Sudanu, a których większość po secesji Sudanu Południowego znajduje się na terytorium nowo powstałego państwa.
Oba kraje były w stanie konfliktu i oskarżały się nawzajem o wspieranie rebeliantów działających na pograniczu państw. Ponadto Sudan Południowy był pogrążony w konfliktach etnicznych.
Szansą na pojednanie między sąsiadami był pakt o nieagresji podpisany przez oba kraje 10 lutego 2012. Jednakże z biegiem czasu okazał się on niewiążący.

## Przebieg konfliktu

### I atak Sudanu Południowego na Heglig
Starcia wybuchły 26 marca 2012 roku na terytorium pogranicznym obu państw, w regionie bogatym w złoża ropy naftowej. Siły zbrojne obu państw rozpoczęły walki o sporny rejon granicznego miasta Heglig, przez który przebiega rurociąg z południa na północ. Minister Informacji i Łączności południowosudańskiego stanu Unity stwierdził, że walki zaczęły się atakiem sił sudańskich na rejon Teshwin, który łączy roponośne pola Heglig z Hrabstwem Pariang. Prezydent Sudanu Południowego Salva Kiir Mayardit ogłosił przejęcie kontroli nad Heglig. Władze Sudanu Południowego poinformowały, że Sudańskie Siły Powietrzne zbombardowały, około 9 lokalnego czasu, pola naftowe położone nieopodal miasta Bentiu. Zbombardowano również pola naftowe należące do Greater Nile Petroleum Operating Company.
W związku z zaistniałą sytuacją prezydent Sudanu Umar al-Baszir odwołał, planowane na 3 kwietnia, spotkanie z prezydentem Sudanu Południowego w Dżubie. Sekretarz generalny ONZ Ban Ki-moon wyraził głębokie zaniepokojenie walkami oraz wezwał rządy walczących państw do pełnego poszanowania i wykonywania postanowień porozumień zawartych przez strony w zakresie bezpieczeństwa i monitorowania granic. Przewodniczący Komisji Unii Afrykańskiej Jean Ping ostrzegł skonfliktowane państwa, że środki militarne nigdy nie przyniosą długotrwałego rozwiązania w stosunkach dwustronnych obu państw, a także zaapelował do adwersarzy, by rozwiązywali spory środkami pokojowymi.
27 marca o godz. 7:00 rebelianci z Sudanu Południowego – Armia Wyzwolenia Sudanu Południowego (SSLA) – zajęli bazy SPLA w Lalop wykorzystywane do rajdów przygranicznych. Rebelianci wzięli do niewoli 27 żołnierzy i przejęli sprzęt.
28 marca strony wyraziły chęć spotkania 30 marca w Addis Abebie, w celu zapobieżenia eskalacji przemocy. Rzecznik Sekretarza Generalnego ONZ Eduardo del Buey ogłosił, że rząd Sudanu Południowego zgodził się na wycofanie oddziałów na wcześniejsze pozycje, natomiast rząd Sudanu zobowiązał się do zaprzestania bombardowań pozycji SPLA. Umar al-Baszir odwołał wcześniejsze zastrzeżenia i wyraził zgodę na spotkanie z Salvą Kiirem 3 kwietnia.
Prowizoryczne porozumienie, nie przyniosło spokoju na granicy. 30 marca 2012 siły sudańskie, ignorując wcześniejsze ustalenia, dokonały ostrzału artyleryjskiego pozycji południowosudańskich na granicy. Władze Sudanu Południowego stwierdziły, że był to atak lotniczy. 4 kwietnia 2012 o godz. 15:00 wojsko Sudanu Południowego zestrzeliło sudański MiG-29, kiedy ten bombardował południowosudański bogaty w ropę stan Unity.

### II atak Sudanu Południowego na Heglig i stan wojny
Wieczorem 9 kwietnia 2012, 4. dywizja SPLA i elementy Sudańskiego Frontu Rewolucyjnego dokonała ataku na miasto Heglig i pomimo lotniczej i lądowej obrony tysiąca żołnierzy Sudanu z pięciu dywizji, miasto oraz pobliskie obszary roponośne udało się 10 kwietnia 2012 zdobyć. Do szturmu zmobilizowano 10 tys. żołnierzy. Ponadto wojsko Sudanu Południowego przemieściło się 70 km na północ od zajętego miasta. W czasie bitwy o Heglig Sudan Południowy stracił 19 żołnierzy, przy 240 zabitych wojskowych Sudanu. W odwecie dzień później południowosudańskie miasto Teshwin zostało zaatakowane przez armię Sudanu za pomocą artylerii i ostrzału z powietrza. Z kolei miasto Abiemnhom w stanie Unity było szturmowane przez dwie sudańskie brygady, które próbowały zająć pola naftowe. W starciu ucierpiało czterech cywilów.
Po porażce w Hegligu, wojsko sudańskie (SAF) wykonało taktyczny odwrót do miasta Kersana i Kailik. Tam doszło do walk z Sudańskim Frontem Rewolucyjnym, który wypchnął wojsko sudańskie na północ w region Dafra.
Wznowienie walk spowodowało zerwanie rozmów dwustronnych o bezpieczeństwie, granicy i podziale dochodów z ropy naftowej. Na polach wokół Hegligu wydobywano 60 tys. baryłek ropy dziennie, co stanowiło ponad połowę krajowej produkcji Sudanu. Ponadto 11 kwietnia 2012 oba kraje ogłosiły mobilizacje i przygotowania do wojny, nakazując jednocześnie swoim negocjatorom powrót do kraju. Ponadto wieczorem wiceprezydent Sudanu Al-Haj Adam ogłosił stan wojny pomiędzy Sudanem i Sudanem Południowym i przygotowania do odbicia Hegligu. Do areny zmagań wstępu nie mieli niezależni dziennikarze, dyplomaci ani pracownicy humanitarni.
12 kwietnia 2012 sudańskie lotnictwo zbombardowało miasto Bantiu, stolicy stanu Unity, starając się zniszczyć strategiczny most przy użyciu samolotu Antonov An-26. W operacji zginął jeden żołnierz SPLA. 13 kwietnia 2012 SPLA umacniało swoje pozycje w mieście Heglig, podczas gdy Sudan mobilizował swoje siły. Po ogłoszeniu stanu wojny w sudańskiej telewizji puszczano propagandowe audycje wobec południowego sąsiada oraz pieśni patriotyczne i powiązane z dżihadem.
Wieczorem 13 kwietnia 2012 Sudan przygotował natarcie na Heglig, jednak 30 km na północ od miasta w wiosce Kelet zostało ono zatrzymane. Wojska SPLA zniszczyły tam dwa czołgi sudańskie. Lotnictwo Północy zbombardowało pozycje wroga w Jau, Panakuach i Hegligu za pomocą samolotów Su-25. 14 kwietnia 2012 armia Sudanu Południowego odcięła wszystkie drogi do Hegligu oraz kontynuowała pochód na północ. SPLA odparł szturm SAF na miasto Kersana. Ponadto uszkodzeniom z powodu walk uległa infrastruktura Hegligu. Z kolei lotnictwo Sudanu zbombardowało kilka pozycji w Sudanie Południowym. Samoloty MiG-29 zrzuciły bomby na most w Banitu. W ataku zginęło pięć osób: czterech cywilów i jeden żołnierz.
15 kwietnia 2012 4. dywizja wojska sudańskiego odbiła miasto Mugum w prowincji Nil Błękitny, okupowane wcześniej przez armię Południa. Zginęło 25 żołnierzy SPLA. Wieczorem lotnictwo sudańskie zbombardowało obóz sił ONZ (UNMISS) w wiosce Mayom, leżącą w granicznym stanie Unity. Nalot spowodował straty materialne w obozie, natomiast w wiosce zginęło siedmiu cywilów, a 14 odniosło rany. Zbombardowano także szyby naftowe w pobliżu miasta Heglig. Wojsko Sudanu stacjonowało 40 km na północ od Hegligu. Dowództwo SPLA doniosło, iż tego dnia pojmano 14 żołnierzy sudańskich.
16 kwietnia 2012 dwa sudańskie samoloty zrzuciły osiem bomb na zachód od Banitu. Zginęło dwóch cywilów, a osiem zostało rannych. Wieczorem armia Sudanu Południowego zestrzeliła samolot MiG-29 latający nad Hegligiem. Sudański parlament jednomyślnie przyjął uchwałę, która uznaje rząd Sudanu Południowego za wrogi. „Rząd Sudanu Południowego jest wrogi i wszystkie instytucje państwowe mają go traktować wedle tej zasady” – brzmiała nota w uchwale. Z kolei parlament Sudanu Południowego ustalił 10% podwyżki płac dla żołnierzy walczących na froncie.
17 kwietnia 2012 wojsko Sudanu odparło szturm SPLA na miasto al-Meram w Kordofanie Południowym. Działania Sudanu Południowego zmierzały do dezorganizacji kolumny armii Sudanu, która mobilizowała się do odbicia Hegligu. Ponadto Sudan dokonał agresji na stan Bahr el Ghazal Północny. W walkach pod Warguet zginął jeden żołnierz SPLA. Sudan próbował otworzyć kilka frontów, by utrudnić bronienie Sudanowi Południowemu Hegligu.
18 kwietnia 2012, 160 km od Hegligu na zachód doszło do starcia wrogich stron w wyniku czego zginęło siedmiu żołnierzy Sudanu Południowego i 15 Sudanu. Atak rozpoczęli żołnierze Północy, atakujący konwój nabierający wodę przy drodze pomiędzy Awajl i Majram. Do walk doszło również pod miastem Katasla. Wojsko Sudanu Południowego pokonało wroga, zdobyło trzy czołgi i przejęło kontrolę nad miastem. Tego dnia prezydent Sudanu, Umar al-Baszir zapowiedział, że będzie miał dobre wiadomości dla narodu. Chodziło o odbicie Hegligu, jednakże wojsko południowosudańkie orzekło, iż miasto jest w ich posiadaniu.

### Operacje sił sudańskich po wycofaniu się Sudanu Południowego z Hegligu
20 kwietnia 2012 prezydent Sudanu Południowego Salva Kiir Mayardit, ogłosił, iż żołnierze SPLA wycofają się z Hegligu w ciągu trzech dni. Niedługo później minister obrony Sudanu – Abdel-Rahim Mohamed Hussein – ogłosił w państwowej telewizji, że o godz. 14:20 (13:20 czasu polskiego) Siły Zbrojne Sudanu weszły do Heglig i zajęły miasto po jego dziesięciodniowej okupacji przez Siły Zbrojne Sudanu Południowego oraz rebeliantów z darfurskiego Ruchu na rzecz Sprawiedliwości i Równości. Sudańskie władze podały, że w bitwie o Heglig zginęło w sumie 400 żołnierzy SPLA, jednak liczba ta nie została zweryfikowana. Jednak według władz Sudanu Południowego, wojska z Hegligu wycofały się dobrowolnie, bez walki z nocy z 20 na 21 kwietnia 2012, po czym do miasta weszły jednostki Północy. Ponadto rzecznik armii południowosudańskiej podał, iż odwrót został zbombardowany przez lotnictwo SAF. W wyniku walk i okupacji Hegligu zniszczonych zostało wiele ważnych instalacji naftowych na polu wydobywczym Heglig, co uderzyło w gospodarkę Sudanu. Z areny konfliktu uciekło 5 tys. cywilów.
Wieczorem 21 kwietnia 2012 Sudan rozpoczął bombardowania pól naftowych w stanie Unity. 22 kwietnia 2012 lądowa armia sudańska dokonała trzech ataków na pograniczu, w wyniku których przedostała się ok. 10 km w głąb terytorium Sudanu Południowego. Co najmniej jeden żołnierz Sudanu Południowego został zabity, a dwóch innych zostało rannych w walkach. Armia użyła czołgów i ciężkiej artylerii, a szturm wspierały bojówki południowosudańskie i lotnictwo.
23 kwietnia 2012 Siły Powietrzne Sudanu za pomocą dwóch samolotów MiG-29 zrzuciły cztery bomby na Banitu i sąsiednie miasto Rubkona. W wyniku nalotów zniszczone zostało targowisko w Rubkonie. Dwie bomby spadły na most łączący miasta. Zginęły co najmniej trzy osoby, w tym 12-letni chłopiec. W czasie kiedy na terytoria Sudanu Południowego spadały bomby, Umar al-Baszir odwiedził Heglig. Do miasta dotarł o godz. 12:50 (11:50 czasu polskiego) i był ubrany w uniform wojskowy. W czasie wizyty wykluczył rozmowy w południowym sąsiadem i zagroził wojną totalną.
W nocy z 23 na 24 kwietnia 2012 doszło do bombardowania obszarów Panakwach i Lalop przejście graniczne w Teshwin w prowincji Unity. Zginęło 16 osób zginęło, a 34 zostało rannych. Naloty spowodowały straty materialne w infrastrukturze i instalacjach naftowych. 25 kwietnia 2012 dwa sudańskie MiGi i jeden Antonov zrzucili cztery bomby na wioskę Chotchara w stanie Unity. Ponadto tego samego dnia SPLA uwolniło 14 jeńców pojmanych w czasie bitwy o Heglig. 26 kwietnia 2012 po południu sudańskie lotnictwo ponownie zbombardowało pozycje sudańskich żołnierzy w okolicy linii frontu. 27 kwietnia 2012 Sudan zaatakował wroga na przejściu granicznym w Teshwin. Szturm został odparty, rannych zostało czterech żołnierzy.
29 kwietnia 2012 pod Panakwach w Sudanie Południowym doszło do wymiany ognia między 4. Dywizją SPLA i armią sudańską. SAF zrzuciło bomby za pomocą samolotów MiG-29 na miasto Rubkona, zabijając sześciu cywili w tym dwoje dzieci. 1 maja 2012 wojsko sudańskie dokonało rajdu na teren Hofra stanie Unity. Atak został odparty przez obrońców. SPLA przygotowała pozycje obronne pod Jau i Pariang na wypadek ewentualnego szturmu.

### Zabiegi pokojowe
2 maja 2012 o godz. 16:00 czasu lokalnego, RB ONZ przyjęła rezolucję, dającą 48 godzin na zaprzestanie walk między krajami. Natomiast do 16 maja 2012 wyznaczono termin wycofanie wszystkich sił ze spornych regionów, na odległość co najmniej 10 km od granicy oraz podjęcie rozmów wokół czterech kwestii: tranzytu ropy naftowej; wzajemnego statusu obywateli sąsiada w obydwu krajach; porozumienia się w kwestii obecnie spornych terytoriów oraz wytyczenia granicy; rozstrzygnięcia statusu spornego terytorium Abyei.
RB ONZ zobowiązała strony do zakończenia tych negocjacji w ciągu trzech miesięcy od przyjęcia rezolucji, czyli do 2 sierpnia 2012. W razie nie zastosowania się do rezolucji, RB ONZ zagroziła sankcjami ekonomicznymi. Sudan ogłosił, że jeżeli Południe nie będzie stosować przemocy to możliwy jest powrót do negocjacji. Jednak 3 maja 2012 samoloty SAF zbombardowały Lalop w stanie Unity. W tym samym czasie południowosudańskie pozycje w Teshwin zostały ostrzelane przez artylerię Północy. Ponadto samoloty sudańskie zrzuciły sześć bomb na Panakuach, w stanie Unity. Ponadto Północ przeprowadziła atak artyleryjski na bazę armii odległą o ok. 25 km od Panakuach. 4 maja 2012, kiedy rezolucja miała wejść w życie, Sudan ostrzelał za pomocą ognia artyleryjskiego pozycje południowosudańskie pod Teshwin, Lalop oraz Panakuach.
5 maja 2012 Sudan oskarżył sąsiada, iż w czasie kiedy zaczęła obowiązywać rezolucja ONZ, ten okupuje dwa sudańskie miasta Kafen Debbi i Samaha. Armia Sudanu Południowego odpowiedziała, iż zajęła te miasta, gdyż prowadzone były stamtąd ataki bojówek, a także, te miasta de facto leżą w granicach południowosudańskich. Tak więc po raz kolejny uwydatnił się problem niewytyczenia granic. Tego samego dnia oddział 250 sudańskich żołnierzy, który za pomocą 10 pojazdów, w tym 7 z zamontowaną ciężką bronią maszynową, miał przeprowadzić atak na pola naftowe z Unity zdezerterował i przyłączył się w szeregi Sudanu Południowego.
Wskutek wezwań RB ONZ i Unii Afrykańskiej, 7 maja 2012 Sudan Południowy rozpoczął wycofywanie swoich 700 policjantów z Abyei. Na spornym terenie pozostało jeszcze południowosudańskie wojsko. W dniach 7–8 maja 2012 Sudan zbombardował tereny trzech Południowych stanów – Zachodnie Bahr el-Ghazal, Unity oraz Górny Nil, gwałcąc tym postanowienia rezolucji RB ONZ. 9 maja 2012 Sudan zajął zbrojnie sporne terytoria graniczne – Kafia Dabi oraz Kafia Kingi.
Do 11 maja 2012 Sudan Południowy wycofał swoje wszystkie siły rejony Abyei. W związku z tym, że Sudan tego nie zrobił, Dżuba zgłosiła ten fakt do organizacji międzynarodowych. Termin wycofania wojsk i wznowienia rozmów minął 16 maja 2012. Ultimatum nie dotrzymano, jednakże już wówczas nie odnotowywano incydentów zbrojnych. Południe było skore do rozmów, z kolei Chartum stał przy stanowisku, iż trzeba było najpierw rozwiązać kwestie bezpieczeństwa.
W dniach 21–22 maja 2012 Sudan ponownie zaatakował południowego sąsiada. Do ataków lotniczych i artyleryjskich doszło w regionie Werguet, na terenie stanu Północne Bahr el-Ghazal, ok. 30 km w głąb terytorium Sudanu Południowego. 27 maja 2012 o godz. 8:30 sudańskie myśliwce zbombardowały Północne Bahr el-Ghaza. W nalotach zginęło 10 cywilów. W tym samym czasie odnotowano ruchy prosudańskich bojówek na granicy, a także przygotowania do dalszych ataków. Z kolei 28 maja Sudan Południowy oskarżył sąsiada, iż jego samoloty latały nad Dżubą i bombardowały inne regiony kraju. Jednak był to ostatni dzień konfrontacji granicznej.
Od 29 maja 2012 w Addis Abebie trwały negocjacje pokojowe między krajami. Mimo tego na granicy doszło do kilku incydentów. 2 czerwca 2012 minister informacji Sudanu Południowego, podał, że terytoria stanu Północne Bahr el-Ghazal były bombardowane z powietrza i ziemi. W międzyczasie Sudan zobowiązał się wycofać swoje siły policyjne z Abyei.

## Strony konfliktu

### Sudan
Regularna armia liczyła 80 tys. żołnierzy i 20 tys. poborowych. W czasie walk granicznych Hegligu broniło tysiąc żołnierzy. W walkach czynny udział wzięło wojsko pancerne i lotnictwo. Wojsko sudańskie wspierało opozycyjnego w stosunku do Południa zbrojne ugrupowanie Armia Wyzwolenia Sudanu Południowego (SSLA).

### Sudan Południowy
Regularna armia Sudanu Południowego liczyła 140 tys. żołnierzy. W czasie walk przygranicznych Siły zbrojne Sudanu Południowego zmobilizowały 10 tys. żołnierzy. Po stronie Sudanu Południowego walczyli rebelianci z Sudańskiego Frontu Rewolucyjnego, którego trzon stanowili darfurscy partyzanci.

## Reakcje

### Reakcje w Sudanie
Zajęcie Hegligu przez Sudan Południowy spowodował zerwanie rozmów dwustronnych o bezpieczeństwie, granicy i podziale dochodów z ropy naftowej. 11 kwietnia 2012 wiceprezydent Sudanu Al-Haj Adam ogłosił stan wojny pomiędzy Sudanem i Sudanem Południowym i powszechną mobilizację.
W czasie piątkowych modłów, 13 kwietnia 2012 podczas kazań w meczetach anonsowały wrogie nastawienie do Sudanu Południowego. Ponadto stacje telewizyjne propagowały dżihad i transmitowano pieśni patriotyczne.
16 kwietnia 2012 sudański parlament jednomyślnie przyjął uchwałę, która uznaje rząd Sudanu Południowego za wrogi. „Rząd Sudanu Południowego jest wrogi i wszystkie instytucje państwowe mają go traktować wedle tej zasady” – brzmiała nota w uchwale.
21 kwietnia 2012 islamiści spalili w Chartumie kościół z którego korzystali chrześcijanie, którzy przeważali w Sudanie Południowym oraz etiopscy emigranci.
W wyniku konfliktu granicznego Sudan stracił 2,4 mld dolarów oraz zanotował spadek eksportu ropy aż o 83%.
10 maja 2012 prezydent Sudanu podczas swojego przemówienia odniósł się do rezolucji RB ONZ: „Wprowadzimy w życie to, co chcemy, a tego, czego nie chcemy, nikt nam nie może narzucić – ani Rada Bezpieczeństwa ONZ, ani Rada Pokoju i Bezpieczeństwa Unii Afrykańskiej”.

### Reakcje w Sudanie Południowym
Po wypowiedzeniu wojny przez Sudan, przewodniczący parlamentu Sudanu Południowego wezwał do mobilizacji i gotowości do wojny z północnym sąsiadem.
Walki o pola naftowe spowodował kryzys na stacjach benzynowych w Sudanie Południowym. W połowie kwietnia 2012 na stacjach benzynowych w całym kraju ustawiały się duże kolejki kierowców. 16 kwietnia 2012 parlament Sudanu Południowego ustalił 10% podwyżki płac dla żołnierzy walczących na froncie.

My znamy Arabów. Walczył z nimi mój dziadek, mój ojciec i ja. Oni nas będą nadal bombardować. Spodziewam się najgorszego i wstrzymuję oddech, kiedy słyszę warkot silnika samolotu

23 kwietnia 2012 prezydent Salva Kiir udał się na wizytę do Chin. Podczas spotkania 24 kwietnia 2012 z przewodniczącym Hu Jintao oznajmił, iż na jego kraj nadszedł krytyczny moment, gdyż Sudan wypowiedział wojnę. Kiir dodał, że Chiny to jeden z najważniejszych ekonomicznych i strategicznych partnerów. Tymczasem Pekin nie chciał faworyzować żadne z państw.
Tymczasem w Sudanie Południowym trwała mobilizacja po ciężkich bombardowaniach w wykonaniu SAF. Mimo iż od lutego 2012 po podpisaniu paktu o nieagresji między krajami trwało rozbrojenie ludności, to do armii znów zaciągano cywilów. Głównym eksporterem broni do Sudanu są Chiny.
Wiceprezydent Sudanu Południowego powiedział 11 maja 2011, że sporne między obydwoma krajami jest aż ok. 60% granicy. Pozostałe 40%, gdzie zgoda jest „co do zasady”, też nie jest dokładnie wytyczone.
W wyniku konfliktu granicznego gospodarka Sudanu Południowego zmierzała w stronę przepaści. Głównym powodem takiego stanu rzeczy było wstrzymanie wydobycia ropy naftowej, po konflikcie z Sudanem o wysokość opłat tranzytowych (południowa ropa musiała być transportowana przez terytorium Sudanu, bo innego ropociągu nie było). Dochody z ropy stanowiły nawet 98% dochodów Sudanu Południowego.

### Reakcje międzynarodowe
Podczas I fazy konfliktu sekretarz generalny ONZ Ban Ki-moon wezwał walczące strony do zaprzestania przemocy.
Z kolei prezydent Kenii Mwai Kibaki ogłosił chęć pośrednictwa w rokowania pokojowych i zadeklarował chęć rozwoju przyjaznych stosunków między oboma krajami.
11 kwietnia 2012, Departament Stanu USA potępił agresję Południowego Sudanu na Heglig. W oświadczeniu napisano: „potępiamy udział wojska Południowego Sudanu w ataku i zajęcie Heglig, akt ten wykracza poza szeroko rozumianą samoobronę i powoduje wzrost napięć między Sudanem i Sudanem Południowym do niebezpiecznego poziomu.
15 kwietnia 2012 irańskie MSZ ogłosiło, iż w pełni monitoruje rozwój sytuacji w regionie i wzywało Sudan Południowy do natychmiastowego i bezwarunkowego wycofania się z terytorium Sudanu. Tego samego dnia Liga Państw Arabskich wezwała siły Sudanu Południowego do wycofania się z Hegligu.
22 kwietnia 2012 Rada Pokoju i Bezpieczeństwa Unii Afrykańskiej dała 48 godzin na zaprzestanie wszelkich walk na linii frontu i bombardowań. Jednak oczekiwania te nie zostały spełnione, tak więc 24 kwietnia 2012 kraje członkowskie Rady Bezpieczeństwa ONZ wezwały siły Sudanu do natychmiastowego zaprzestania operacji lotniczych i powrotu do stołu negocjacyjnego.
2 maja 2012 RB ONZ przyjęła jednogłośnie rezolucję nr 2046, która zobowiązywała kraje w ciągu 48 godzin do zakończenia działań wojennych. Rezolucja popiera harmonogram działań ustalony przez Unię Afrykańską wobec Sudanu i Sudanu Południowego.

### Misja pokojowa Thabo Mbekiego
Po przyjęciu rezolucji RB ONZ, 16 maja 2012 minął termin wznowienia rozmów między państwami. Jednak do tego nie doszło, więc rozpoczęła się mediacja pod auspicjami Unii Afrykańskiej. Pracami negocjacyjnymi przewodził Thabo Mbeki prezydent Republiki Południowej Afryki w latach 1999–2008.
Mbeki w pierwszą podróż udał się 17 maja 2012 do Chartumu. Wizyta nie przyniosła przełomy, a władze Sudanu nie miały zamiaru stosować się do rezolucji RB ONZ. Tego samego dnia RB ONZ rezolucję nr 2047, wzywającą Sudan do wycofania wojska i policji ze spornych rejonów, gdyż nie uczynił tego do 16 maja 2012, kiedy minęło ultimatum. Ponadto przedłużono o pół roku mandat misji UNISFA, która składała się głównie z etiopskich żołnierzy, kierowanych przez etiopskiego generała broni Tadesse Tesfaya.
21 maja 2012 mediator UA udał się do Dżuby. Oceniono, iż negocjator Sudanu Południowego, sekretarz rządzącej partii Pagan Amum, odniósł się nieufanie, gdyż oskarżano Mbekiego o sprzyjanie Sudanowi. Władze Południa nalegały, by społeczność międzynarodowa wy ciągła wnioski z postępowania Sudanu i nałożyła na niego sankcje. Dzień później Mbeki ponownie udał się do Chartumu. Po serii rozmów z liderami obu państw ustalono na 29 maja 2012, pierwszą rundę rozmów w Addis Abebie, że jest to już ustalone z obydwoma przywódcami. Do Etiopii z każdego kraju wysłano po trzech negocjatorów, którzy rozmawiali w kwestiach demarkacji długiej na ok. 1800 km granicy, ustalenia statusu spornego terytorium Abyei, tranzytu ropy oraz podejścia do obywateli sąsiada na terytorium każdego z krajów.
Nim jednak rozpoczęły się negocjacje pod nadzorem Unii Afrykańskiej, 27 maja 2012 do Chartumu przybył były prezydent Stanów Zjednoczonych Jimmy Carter (1977–1981). Rozmawiał on z Omarem Baszirem. W wyniku tych rozmów prezydent Sudanu obiecał, iż wycofa wojska sudańskie z regionu Abyei, które zostało zaanektowane rok wcześniej. Carter zapowiedział także chęć rozmów z Kiirem Mayarditem, oraz głównym mediatorem Thabo Mbekim.
Po rozmowach z 30 maja 2012 Sudan zażądał od południowego sąsiada, by ten zaprzestał wspierać 9. i 10. dywizji armii, czyli rebeliantów SPLM-N, którzy mieli zostać całkowicie rozbrojeni. Było to północne skrzydło rządzącej partii Sudanu Południowego. Ponadto Sudan Południowy powinien zaprzestać wsparcia dla grup rebelianckich działających w Darfurze, a także wydalić ich oddziały ze swego terytorium. Sudan postulował też aby, armia Południa wycofała się na południe od granicy z 1956, a proces ten powinien być monitorowany przez specjalnie utworzony komitet. Z kolei Sudan Południowy oczekiwał od sąsiada, iż będzie respektował porozumienie między rządem w Chartumie a SPLM-N na mocy którego Ludowy Ruch Wyzwolenia Sudanu miał się stać partią polityczną. Ponadto wysunięto żądania zakończenia wspierania rebeliantów SSLA i zakończenie bombardowania terenów Południa i wznowienie rokowań wokół tranzytu ropy.
Podczas trzeciego dnia negocjacji (31 maja 2012) w których udział wzięło osiem osób (po 3 przedstawicieli z krajów oraz 2 mediatorów). Obydwie strony przedstawiły swoje propozycje harmonogramu całych rozmów. Republika Sudanu chce, aby pierwsze były kwestie bezpieczeństwa, a więc sprawa wspierania obcych rebelii i spokoju na granicy. 1 czerwca 2012 uzgodniono harmonogram rozmów, które wznowiono 4 czerwca 2012. W międzyczasie Sudan rozpoczął wycofywać swoje oddziały policyjne z Abyei.
3 czerwca 2012 dowódca rebeliantów SPLM-N Malik Aggar, spotkał się z negocjatorem UA Pierre Buyoyą (prezydent Burundi w latach 1996–2003). Tematem rozmowy były perspektywy w relacjach między rządem w Chartumie a ugrupowaniem. Po wznowieniu rokowań w Addis Abebie spotkali się tam ministrowie obrony zwaśnionych krajów. Poruszyli oni sprawę wspierania grup rebelianckich przez obie strony, zdemilitaryzowana strefa na granicy oraz mechanizm wspólnego monitorowania granicy, aby nie dochodziło do dalszych naruszeń.
Pierwsze trudności w negocjacjach pojawiły się 5 czerwca 2012. Strony nie porozumiały się co ulokowania zdemilitaryzowanej strefy buforowej między siłami zbrojnymi państw. Strefa zdemilitaryzowana miała przebiegać 10 km od granicy państw. Problemem było to, że granica nadal nie była dokładnie wytyczona. Oba kraje proponowały inny przebieg granic, nie ustępując swojemu stanowisku, przez co rokowania utknęły w martwym punkcie. Sudan odrzucił propozycję mapy przedstawioną przez Sudan Południowy. 6 czerwca 2012 panel mediacyjny Unii Afrykańskiej, przedstawił obu delegacjom nową propozycję przebiegu granicy, jednak postulat został nie przyjęty przez Dżubę, która 7 czerwca 2012 po 3-godzinnych negocjacjach oskarżyła UA o sprzyjanie Północy.
7 czerwca 2012 debatowano także nad statusem spornego regionu Abyei. Unia Afrykańska postulowała utworzenie Administracji Rejonu Abyei, jednak strony nie zdołały osiągnąć porozumienia w sprawie utworzenia strefy zdemilitaryzowanej wzdłuż ich spornej granicy i pierwsza tura rozmów zakończyła się bez osiągnięcia konsensusu. Mimo tego obie strony zobowiązały się dotrzymać obietnic co do kwestii bezpieczeństwa na ustalanej granicy. Ponadto toczyły się rozmowy członków rebelianckiego ugrupowania SPLM-N z przedstawicielami społeczności międzynarodowej. Premier Etiopii Meles Zenawi otrzymał obietnicę, że rebelianci są gotowi do zawieszenia broni, aby ułatwić dostarczenie pomocy humanitarnej.
Rokowania utknęły w martwym punkcie jednak sytuacja na granicy ustabilizowała się. Jednak 4 lipca 2012 podpisano wstępne porozumienie, które dotyczyło wszystkich nierozwiązanych kwestii między krajami oraz sytuacji w Kordofanie Południowym i Nilu Błękitnym. Wskutek tego porozumienia 14 lipca 2012 podczas szczytu Unii Afrykańskiej w Addis Abebie, za kulisami w Hotelu Sheraton doszło do spotkania prezydentów obu krajów. Umar al-Baszir zapewnił Kiira Salvę, iż Sudan nie ma w interesie kontynuowania działań wojennych i pragnie normalizacji stosunków między państwami. Kiir dodał, iż nierozstrzygnięte kwestie należy rozwiązać przed 2 sierpnia 2012, czyli datą narzuconą przez RB ONZ. Rozmowy oceniono jako pozytywne i obiecujące.
Jednak postępy te zostały zaprzepaszczone 20 lipca 2012, kiedy lotnictwo Republiki Sudanu zrzuciło kilka bomb 1,16 km w głąb ziem Południa. Ponadto sudańskie samoloty latały nad miastem Banitu. W związku z tym Sudan Południowy złożył skargę do ONZ i zawiesił dwustronne rozmowy w Etiopii. Zerwanie rozmów dwustronnych wykluczyło dokończenie negocjacji do 2 sierpnia 2012. Sudańczycy z Północy mieli nadzieję, że międzynarodowa organizacja zgodzi się na przedłużenie terminu, gdyż w przeciwnym razie zostało przewidziane nałożenie sankcji na oba kraje.
W dniach 24–27 września 2012 w Addis Abebie wznowiono rokowania z udziałem prezydentów obu krajów. W negocjacjach pośredniczyła Unia Afrykańska. W czwartym dniu rozmów nastąpił przełom i ministrowie obrony podpisali porozumienie w sprawie utworzenia zdemilitaryzowanej strefy buforowej wzdłuż wspólnej granicy obu państw. Strefa ta ma zapobiec incydentom granicznym oraz przenikanie bojówek do sąsiednich krajów. Umożliwi to także Sudanowi Południowemu wznowienie eksportu ropy przez Port Sudan nad Morzem Czerwonym. W relacjach między Sudanem a Sudanem Południowym wciąż nierozwiązana pozostała kwestia terytoriów wokół miasta Abyei, a także sprawa dokładnego przebiegu granic.
Po trzymiesięcznym przestoju w mediacji, 5 stycznia 2013 w Addis Abebie doszło do kolejnego spotkania prezydentów obu państw. Przywódcy krajów zgodzili się co do ustanowienia granicznej strefy zdemilitaryzowanej, a także potrzeby rozwiązywania innych kwestii bezpieczeństwa, w tym wznowienie eksportu ropy. Kwestie te uzgodniono i przyjęto bezwarunkowo.
Armia Sudanu Południowego rozpoczęła 18 stycznia 2013 na mocy wrześniowego porozumienia, operację wycofania wojsk ze spornych z Sudanem rejonów pogranicza, by utworzyć strefę buforową. Jest to warunek wznowienia Sudanowi Południowemu eksportu ropy naftowej. Operacja wycofania wojsk Sudanu Południowego ze spornej granicy o długości 2 tys. km długości, trwała do 4 lutego 2013. Równocześnie w Addis Abebie trwał kolejne rozmowy na temat bezpieczeństwa, demarkacji granic i innych spornych kwestii między obu państwami sudańskimi.
W połowie marca 2013 oba kraje wycofały swoje siły z obszaru granicznego, wedle porozumienia bilateralnego, gdzie utworzono zdemilitaryzowaną strefę buforową. Sudan Południowy od początku kwietnia 2013 wznowił produkcję ropy i transport przez terytorium Sudanu. Mimo wznowienia współpracy między krajami w sferze gospodarczej, Umar al-Baszir groził zerwaniem porozumienia i embargiem na eksport południowosudańskiej ropy. W czerwcu 2013 prezydent Kiir oskarżył Chartum o mobilizacje do ponownej wojny, jednak powiedział, że jego kraj nie da się sprowokować. 22 października 2013 doszłod o spotkania głów państw w Dżubie. Baszir został ciepło przyjęty przez Kiira. Baszir określił, iż rozmowie w Dżubie ws. eksportu ropy i statusu Abyei były „owocne”.